# Kashikhanda
Kashikhanda (Nepali काशीखण्ड) ist eine Stadt (Munizipalität) in Zentral-Nepal im Distrikt Kabhrepalanchok.
Die Stadt entstand Ende 2014 durch Zusammenlegung der Village Development Committees Dapcha Chatrebas, Daraune Pokhari, Khanalthok, Mathurapati Phulbari, Methinkot und Puranogaun Dapcha.
Das Stadtgebiet umfasst 71,4 km².

## Einwohner
Bei der Volkszählung 2011 hatten die VDCs, aus welchen die Stadt Kashikhanda entstand, 21.324 Einwohner (davon 9803 männlich) in 4830 Haushalten.